# Judit Árokay
Judit Árokay (* 1965) ist eine ungarische Japanologin.

## Leben
Von 1984 bis 1990 studierte sie Germanistik, Anglistik und Japanologie an der Eötvös-Loránd-Universität (Juni 1990: Magisterprüfung in Germanistik und Anglistik an der Eötvös-Loránd-Universität). Von 1990 bis 1991 absolvierte sie einen Japanisch-Sprachkurs und ein Studium der japanischen Literatur an der Universität Hiroshima mit einem Stipendium des japanischen Kultusministeriums (Monbusho) und bis 1994 das Studium der Japanologie, Sinologie und Germanistik an der Universität Hamburg. Schwerpunkte des Studiums: klassische und mittelalterliche japanische Literatur; Kulturtheorien über Japan, insbesondere die kultursemiotische Perspektive. Nach dem Abschluss des Studiums im April 1994 mit der Note „sehr gut“ (Magisterarbeit: Übersetzung des Shotetsu monogatari, einer poetologischen Schrift aus dem 15. Jahrhundert und deren Kommentierung) arbeitete sie im Anschluss an der Dissertation „Die klassische japanische Frauendichtung im Spiegel der mittelalterlichen japanischen Poetik“, Betreuer: Roland Schneider, gefördert durch ein zweijähriges Doktorandenstipendium im Rahmen der Förderung des wissenschaftlichen und künstlerischen Nachwuchses der Universität Hamburg. Nach dem Abschluss 1998 der Promotion mit der Gesamtnote „summa cum laude“ war sie von April 1998 bis September 2004 wissenschaftliche Assistentin (C1) am Seminar für Sprache und Kultur Japans der Universität Hamburg. Von Oktober 2004 bis September 2007 war sie wissenschaftliche Mitarbeiterin (BAT IIa) an der FU Berlin, Japanologie, Arbeitsbereich Literatur- und Kulturwissenschaft und Projektmitarbeit an der DFG-Forschergruppe „Selbstzeugnisse in transkultureller Perspektive“, in Zusammenarbeit des Friedrich-Meinecke-Instituts für Geschichte, des Instituts für Turkologie und der Japanologie. Nach der Habilitation im Juni 2007 im Fachbereich Geschichts- und Kulturwissenschaften der Freien Universität Berlin (Titel der Habilitationsschrift: „Die Erneuerung der poetischen Sprache: Poetologische und sprachtheoretische Diskurse der späten Edo-Zeit“) lehrt sie seit Oktober 2007 auf der W3-Professur am Institut für Japanologie der Ruprecht-Karls-Universität Heidelberg.
2013 wurde sie zum ordentlichen Mitglied der Academia Europaea gewählt, 2025 zum Mitglied der Akademie der Wissenschaften und der Literatur.

## Schriften (Auswahl)
- Shōtetsu. Gedanken zur Dichtung. Eine japanische Poetik aus dem 15. Jahrhundert. München 1999, ISBN 3-89129-326-7.
- Poetik und Weiblichkeit. Japans klassische Dichterinnen in Poetiken des 10. bis 15. Jahrhunderts. Hamburg 2001, ISBN 3-928463-70-5.
- als Herausgeberin mit Verena Blechinger-Talcott und Hilaria Gössmann: Irmela Hijiya-Kirschnereit zu Ehren. Festschrift zum 60. Geburtstag. München 2008, ISBN 978-3-89129-960-9.
- Die Erneuerung der poetischen Sprache: Poetologische und sprachtheoretische Diskurse der späten Edo-Zeit. München 2010, ISBN 978-3-86205-249-3.